# Monetae cudendae ratio

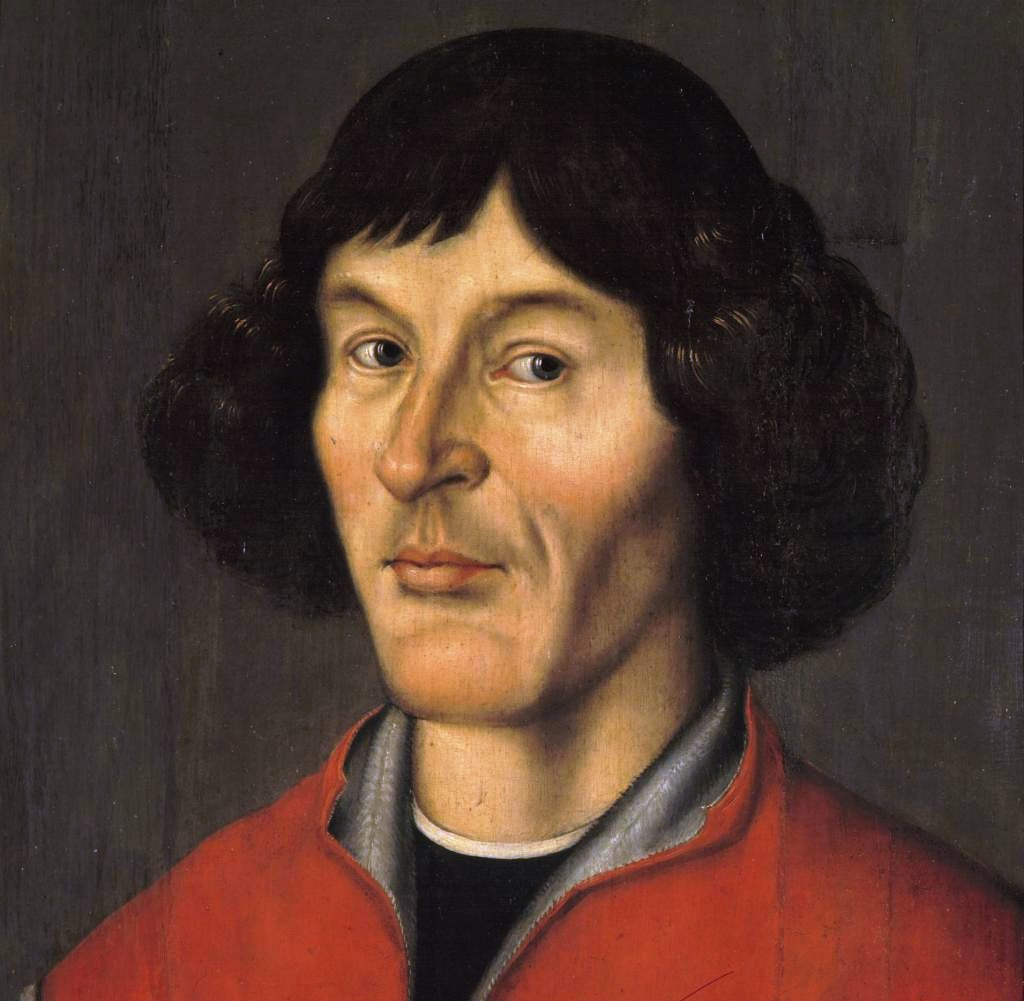
Миколай Коперник

«Monetae cudendae ratio» (укр. Про карбування монет) — праця Миколая Коперника, написана у період 1520-их років на прохання польського короля Сигізмунда I і представлена сейму Королівської Пруссії, однієї з провінцій Королівства Польського. Розширена версія праці побачила світ у 1628 році. У цій праці Коперник виклав свої погляди на теорію грошового обігу.

## Історична довідка
Рання версія цієї праці була написана Коперником у 1517 році під назвою «De aestimatione monetae» (укр. Про вартість монет). Під час оборони Ольштина у 1519 році (у ході польсько-тевтонської війни) Коперник переглянув цю працю й написав два нових трактати — «Tractatus de monetis» (укр. Трактат про монети) та «Modus cudendi monetam» (укр. Шлях псування монет). На основі цих трактатів він підготував доповідь, з якою виступив перед прусським сеймом у Ґрудзьондзі (Грауденці) у 1522 році; під час поїздки до Ґрудзьондза Коперника супроводжував його друг Тідеманн Гізе. У 1528 році Коперник підготував для прусського сейму розширену версію цієї доповіді уже під назвою «Monetae cudendae ratio».
У цій праці Коперник сформулював ранню версію кількісної теорії грошей, яка ґрунтувалась на зв'язку між кількістю грошей, швидкістю їх обігу й цінами на товари і послуги. Як і наступні класичні політекономи XVIII—XIX століть, Коперник досліджував зв'язок між ростом грошової маси та інфляцією.
Зокрема, у своїй праці Коперник постулював принцип «погані гроші витісняють добрі», який згодом отримав назву закон Грешема — Коперника. Цей принцип і раніше був відзначений Ніколя Оремом, але Коперник встановив цю закономірність самостійно.
Окрім того, у своїй роботі Коперник також розглядає різницю між споживчою і міновою вартістю товарів, випередивши на 250 років висновки Адама Сміта.
Праця Коперника «Monetae cudendae ratio» була перевидана у 1816 році у Варшаві, під назвою «Dissertatio de optima monetae cudendae ratione» (укр. Дисертація про оптимальне карбування монет), декілька примірників цього видання збереглось до теперішнього часу.